# ديكون ماغواير
ديكون ماغواير (بالإنجليزية: Deacon McGuire) هو لاعب كرة قاعدة أمريكي، ولد في 18 نوفمبر 1863 في يونغزتاون في الولايات المتحدة، وتوفي في 31 أكتوبر 1936 في بلدة كلارنس في الولايات المتحدة بسبب ذات الرئة.

## وصلات خارجية
- ديكون ماغواير على موقع دوري كرة القاعدة الرئيسي (الإنجليزية)
- ديكون ماغواير على موقعبيزبول رفرنس.كوم (الدوري الرئيسي) (الإنجليزية)
- ديكون ماغواير على موقعبيزبول رفرنس.كوم (الدوري الثانوي) (الإنجليزية)